# Магістраль М12 (Білорусь)
Магістраль М12 — автомагістраль в Білорусі. Є частиною європейського маршруту E85.
Дорога проходить по території Берестейської області від Кобрина до прикордонного переходу Мокрани на кордоні з Україною, продовження — українська автострада М19.

## Маршрут
Протяжність траси становить близько 55 км.
| Відст. (близько) |  | Населений пункт            | Інші траси      |
| ---------------- |  | -------------------------- | --------------- |
| 0 км             |  | Кобринь                    | Р2 E85 М10 Р102 |
| 3 км             |  |                            | М1 E30          |
| 40 км            |  |                            | Р17             |
| 55 км            |  | прикорд. перехід «Мокряни» |                 |
|                  |  | Україна                    | М19 E85         |